# Nino Equatore
Nino Equatore (* 19. Juli 1898 als Hans Platter in Meran, damals noch Österreich-Ungarn; † 24. November 1965 ebenda) war Weltmeister im griechisch-römischen Ringen.

## Biografie
Hans Platter war gelernter Bäcker. Er war begeisterter Ringer, was er, begünstigt durch seinen Körperbau (er war 1,90 m groß und wog 105 kg am Höhepunkt seiner Karriere) mit Erfolg praktizierte. Wohl unter dem Druck des faschistischen Regimes in Italien wählte er den Künstlernamen Nino Equatore, da dieser, wie er selbst sagte, seine internationale Mentalität ausdrücke und er, wie es ihm schiene, die ganze Welt umarme.
Seine Karriere begann nach dem Ersten Weltkrieg. In seiner Glanzzeit besuchten bis zu 30.000 Zuschauer seine Ringkämpfe. 1933 und 1934 wurde Nino Equatore italienischer Meister. Erst 1947, im Alter von 49 Jahren, gewann er den Weltmeistertitel, als er in Wien den Österreicher Ady Berber besiegte. Bis 1950, als er die Karriere beendete, hatte er gegen 30 Gegner 71 offizielle Kämpfe bestritten, von denen er 30 gewann, 23 unentschieden kämpfte und 13 verlor (von 5 Kämpfen ist der Ausgang nicht bekannt).
Nach seiner sportlichen Karriere arbeitete Nino Equatore als Trainer und Stuntman in Indien und Südamerika. 1959 veröffentlichte er das Handbuch Superforza – il nuovo metodo di ginnastica, in dem er seine Erfahrungen als Athlet und seine neuartigen Trainingsmethoden darlegte.
Nachdem er bei revolutionären Unruhen in Argentinien sein gesamtes Vermögen verloren hatte, kehrte er Anfang der 1960er Jahre in seine Geburtsstadt Meran zurück. Hier eröffnete er ein kleines Trainingszentrum, doch mit wenig Erfolg. Fast in Vergessenheit geraten, starb Nino Equatore am 24. November 1965 in seiner Geburtsstadt: Man fand ihn tot auf einer Parkbank auf der Promenade der Stadt.